# Team Astromega
Team Astromega – belgijski zespół wyścigowy, założony w 1995 roku przez Mikke Van Hoola. W historii startów ekipa pojawiała się w stawce Formuły 3000, Euro 3000, Włoskiej Formuły 3000, A1 Grand Prix, Belgijskiej Formuły Renault 1.6 oraz Superleague Formula. Siedziba zespołu znajduje się w Heist-op-den-Berg.

## Starty

### A1 Grand Prix
| Rok       | Bolid      | Kierowcy         | Wyścigi | Wygrane | PP | NO | Pkt | M.Z. |
| --------- | ---------- | ---------------- | ------- | ------- | -- | -- | --- | ---- |
| 2005/2006 | Lola-Zytek | A1 Team China    | 22      | 0       | 0  | 0  | 6   | 22   |
| 2006/2007 | Lola-Zytek | A1 Team China    | 22      | 0       | 0  | 0  | 22  | 15   |
| 2006/2007 | Lola-Zytek | A1 Team Portugal | 8       | 0       | 0  | 0  | 10  | 17   |
| 2007/2008 | Lola-Zytek | A1 Team China    | 20      | 0       | 0  | 4  | 55  | 13   |
| 2008/2009 | Ferrari    | A1 Team China    | 14      | 0       | 0  | 0  | 18  | 7    |